# Ennica Mukomberanwa
Ennica Mukomberanwa (1978) es una escultora de Zimbabue.

## Datos biográficos
Hija del legendario escultor Nicholas Mukomberanwa, es la hermana de Anderson, Lawrence, Netsai y Taguma Mukomberanwa; y la prima de Nesbert Mukomberanwa todos ellos escultores.
En 2004, fue galardonada con un premio que le permitió viajar a Estocolmo, Copenhague, Escocia y Canadá.

## Exposiciones
- Zimsculpt, desde 2006 en adelante

- In Praise Of Women (Elogio de la Mujer), Sudáfrica 2003

- Galería Zolla, Heidelberg, Alemania 1999

- Galería Nacional Harare, Zimbabue 1994